# Picramnia latifolia
Picramnia latifolia är en tvåhjärtbladig växtart som beskrevs av Louis René Tulasne. Picramnia latifolia ingår i släktet Picramnia och familjen Picramniaceae. Inga underarter finns listade.